# 長洲荘

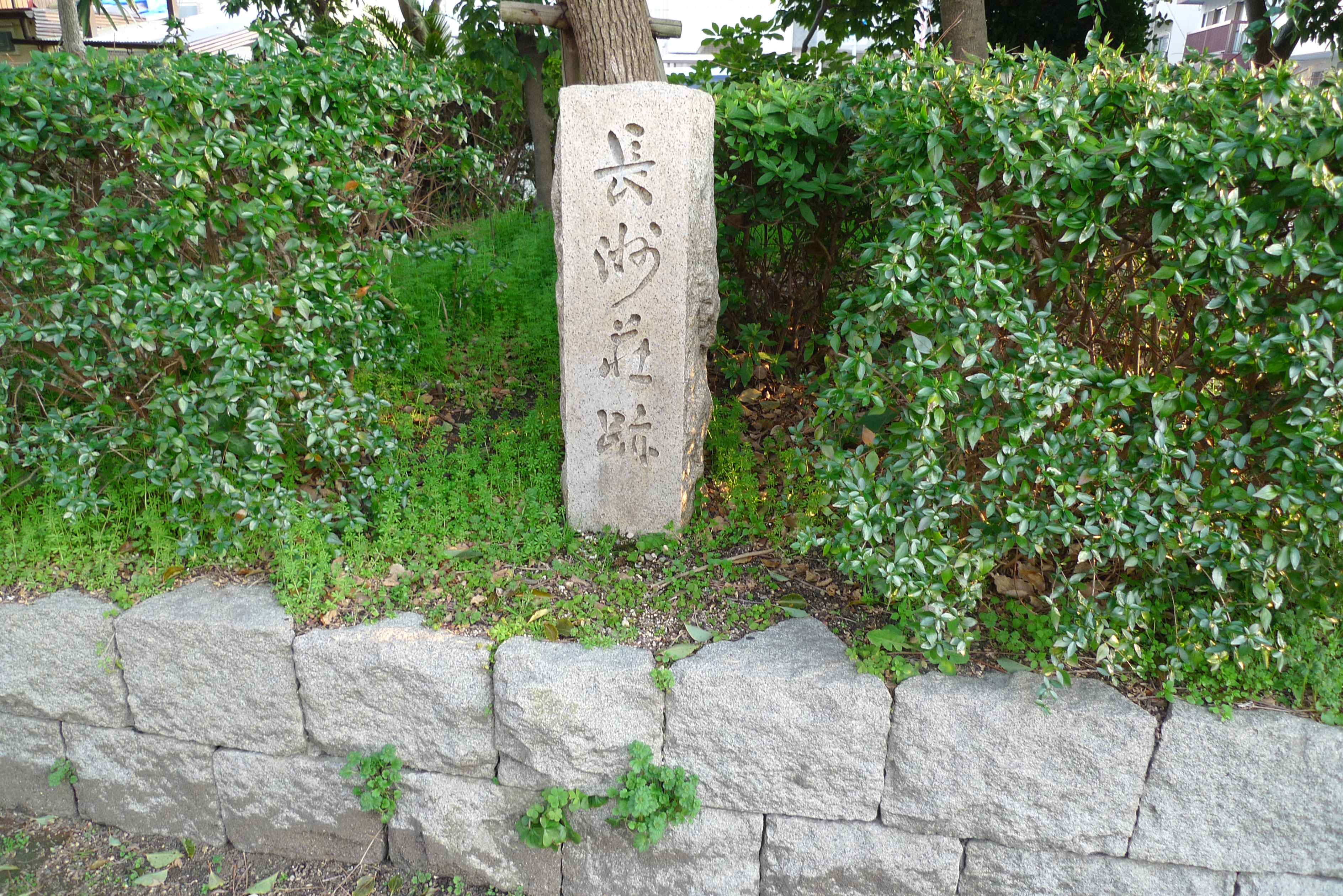
長洲荘跡碑

長洲荘（ながすのしょう）は、摂津国川辺郡（現在の兵庫県尼崎市付近）にあった荘園。賀茂社の社領になった時期もあることから、長洲御厨（ながすのみくりや）とも。

## 概要
元は756年（天平勝宝8歳）に成立した東大寺領猪名荘の一部で、956年（天暦10年）ごろに独立した荘園になった。
海沿いであることから漁村が成立し、東大寺が地子を課しただけでなく、検非違使庁も港湾維持を名目に庁役を課した。この二重課税に対して、荘民は小一条院の散所として身を寄せ、続いてその皇子である敦貞親王、関白藤原教通、その娘である藤原歓子と従属先を変え、歓子はこれを自らが建立した常寿院に寄進した。その頃、賀茂社の社司である県主惟季は毎日の祭祀に用いる魚を求めてこの地に目を付け、一方荘民側も仏教の「不殺生戒」との関係から寺院領となるのを好まなかったことから、1084年（応徳元年）に賀茂社領栗栖郷の一部と相博されることになり、四至牓示を行った。荘民は賀茂社の神人として魚類の奉納と引換に漁業の権利を確保したが、これを知った東大寺が1092年（寛治6年）に朝廷に賀茂社を訴えた。その結果、1106年（嘉承元年）に「土地は東大寺、在家は賀茂社」とする官宣旨が出されたが、訴訟は鎌倉時代末期まで繰り返された。だが、賀茂社の保護を求める漁民や浪人の移住を賀茂社が容認したこともあって、同社の影響力は強まっていった。
14世紀に入ると、尼崎御厨・大物御厨が分立するが、悪党や武士の進出が行われ、赤松範資・貞範兄弟がそれぞれが執行・総追捕使に任じられるなど、賀茂社の支配も揺らいでいった。長洲荘（御厨）の名前は戦国時代の1518年（永正15年）まで記録が残るが、具体的な状況が残されているのは応永年間までである。